# Wilbur Cush
Wilbur Bush, né le 10 juin 1928 à Lurgan et mort le 28 juillet 1981 à Lurgan (Irlande du Nord), est un footballeur nord-irlandais.

## Biographie
Il est le premier buteur nord-irlandais en phase finale de la Coupe du monde de football, en 1958, en Suède, pour le premier match et la première victoire de l'Irlande du Nord en Coupe du monde contre la Tchécoslovaquie (1-0), à la 21e minute de jeu.
Il a eu 26 sélections pour 5 buts avec l'équipe nationale.
Il fut capitaine de Leeds en 1957-1959 et de 1959-1960 en compagnie de Don Revie

## Clubs
- Glenavon FC
- 1957-1960 :  Leeds United FC
- Portadown FC
- Glenavon FC

## Palmarès
- Championnat d'Irlande du Nord de football en 1957 avec Glenavon FC
- Coupe d'Irlande du Nord de football en 1957 avec Glenavon FC